# Jukka Rahja

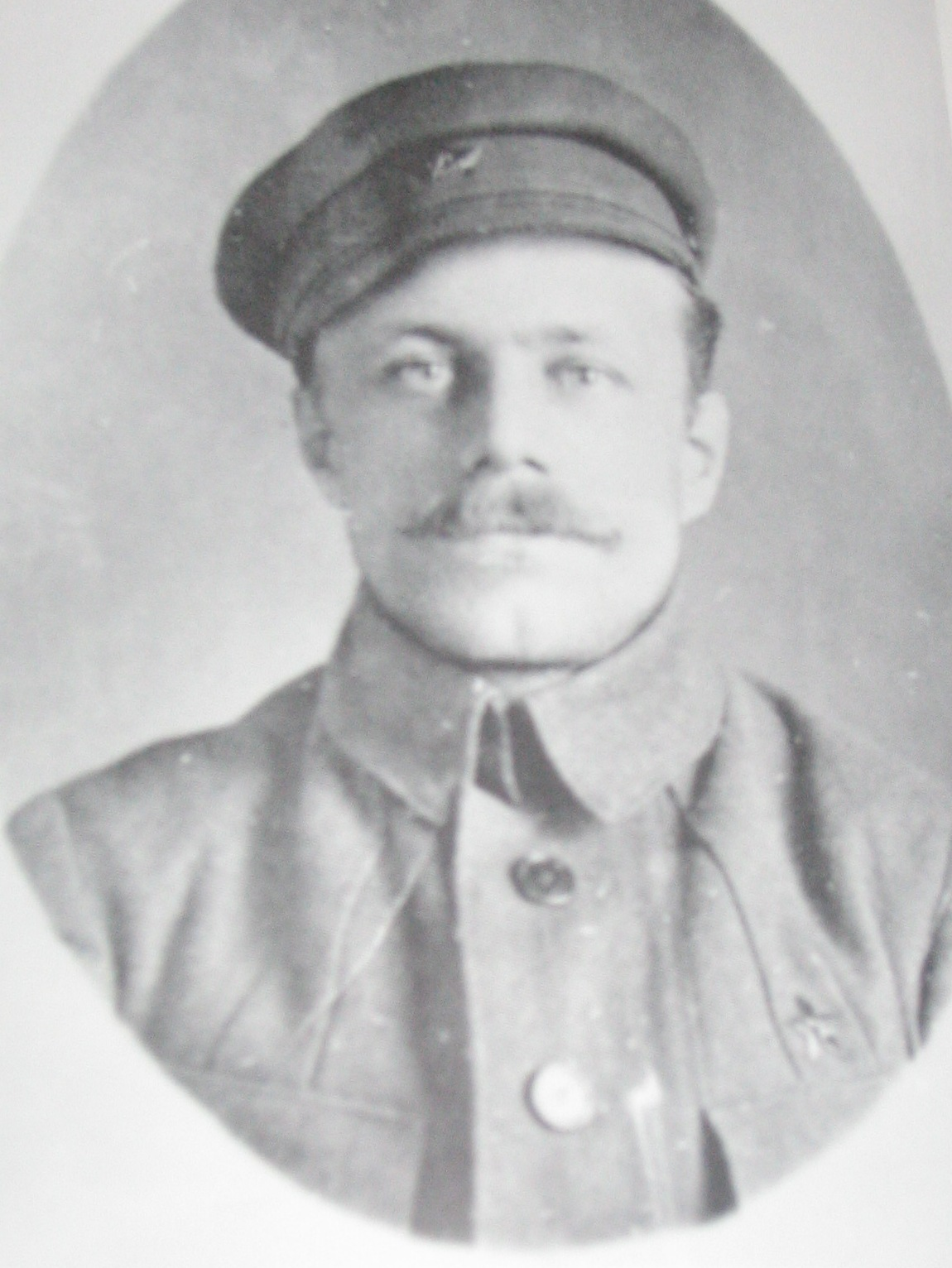

Jukka (Juhana) Rahja (ur. 19 lipca 1887 r. w Kronsztadzie, zm. 31 sierpnia 1920 r. w Piotrogrodzie) – fiński i rosyjski robotnik oraz rewolucjonista, uczestnik rewolucji październikowej, działacz Komunistycznej Partii Finlandii.

## Życiorys
Od 1903 r. działał w Socjaldemokratycznej Partii Robotniczej Rosji.
W lipcu 1917 r. opowiadał się za natychmiastowym zbrojnym wystąpieniem bolszewików w Piotrogrodzie, po demonstracjach przeciwko Rządowi Tymczasowemu (tzw. dniach lipcowych) został aresztowany. Należał do najbardziej radykalnego skrzydła miejskiego komitetu bolszewików, w początku października 1917 r. domagał się niezwłocznego podjęcia nowej próby przejęcia władzy.
W końcu stycznia 1918 r. Rahja razem z braćmi Eino i Jaakko, również bolszewikami, udał się do Finlandii jako dowódca pociągu pancernego wiozącego amunicję i broń dla fińskich czerwonych. Jednak już 27 stycznia 1918 r., w pierwszych dniach wojny domowej w Finlandii, został ranny w obie nogi w zasadzce białych Finów na pociąg z amunicją i zaopatrzeniem jadący z Piotrogrodu, pod Kämärä. Uniemożliwiło mu to udział w dalszych starciach. Rahja wrócił do Rosji Radzieckiej i pozostał w Piotrogrodzie po klęsce czerwonych w wojnie domowej w Finlandii. Sugerował objęcie fińskich uchodźców w Piotrogrodzie obowiązkiem służby w Armii Czerwonej. W latach 1918–1919 uczęszczał w Piotrogrodzie na kurs wojskowy.
W marcu 1919 r. był delegatem Finów na kongres III Międzynarodówki. Eino i Jukka Rahja byli wśród przywódców Komunistycznej Partii Finlandii, należeli do komitetu centralnego partii. Ich działalność budziła kontrowersje wśród fińskich komunistów, tym bardziej, że obydwaj zajmowali się również przemytem przez fińsko-radziecką granicę. Eino i Jukka Rahja kierowali jedną z głównych frakcji w Komunistycznej Partii Finlandii, rywalizującą z frakcją Kullervo Mannera i Yrjö Siroli. Latem 1919 r. Jukka Rahja demonstracyjnie opuścił komitet centralny Komunistycznej Partii Finlandii po tym, gdy inna jego członkini Aura Kiiskinen oskarżyła go, że nakazał ją śledzić.  
Zginął w klubie fińskich komunistów w Piotrogrodzie, w domu Benois przy Prospekcie Kamiennoostrowskim, zastrzelony przez członka wewnątrzpartyjnej opozycji, oburzonej postępowaniem tych partyjnych liderów, którzy po zamieszkaniu w Piotrogrodzie prowadzili wystawny tryb życia, nie przejmując się złą sytuacją materialną szeregowych aktywistów partii. Ośmioro ofiar strzelaniny zostało pochowanych na terenie pomnika rewolucjonistów na Polu Marsowym, gdzie na ich płycie nagrobnej zapisano, iż zginęli z rąk białych Finów. Nazwiskiem Rahji nazwano miejscowość i stację kolejową w rejonie wsiewołoskim obwodu leningradzkiego.